# Conselho de Cooperação do Golfo
O Conselho de Cooperação do Golfo (também denominado Conselho de Cooperação dos Estados Árabes do Golfo), ou CCG, é a organização de integração económica que reúne seis estados do Golfo Pérsico: Arábia Saudita, Barém, Catar, Cuaite, Emirados Árabes Unidos e Omã. Cabe destacar que nem todos os países que rodeiam o Golfo Pérsico são membros do conselho, especificamente Irã e Iraque.

## Objetivos
A Carta do Conselho declara que os objetivos básicos são os de efetuar a coordenação, a integração e a interconexão entre os Estados membros em todos os campos, reforçando laços entre os seus povos, formulando regulações similares em vários campos como a economia, finanças, o comércio, a alfândega, o turismo, a legislação, a administração, bem como o progresso técnico na indústria, a mineração, a agricultura, recursos d'água e de pecuária, o estabelecimento de centros de pesquisa científica e a cooperação do setor privado. O Conselho de Cooperação para os Estados Árabes do Golfo (Árabe: مجلس التعاون لدول الخليج الفارس), chamado antes Conselho de Cooperação do Golfo (مجلس التعاون الخليج الفارس) é uma organização regional que envolve seis países do Oriente Médio, que têm objetivos sociais e econômicos em comum. Criado a 25 de maio de 1981, está formado por Arábia Saudita, Barém, Catar, Cuaite, os Emirados Árabes Unidos e Omã.
Em resumo, os seus principais objetivos são:
- Formular regulações similares em vários campos como a economia, finanças, comércio, turismo, leis e administração;
- Adaptar o progresso científico e técnico na indústria, mineração, agricultura, recursos hídricos e animais;
- Estabelecer centros de pesquisa científica.

## Países-membros
| País-membro | País-membro            | Localização | Capital          | Governo                      | População       | Área (km²) | PIB (per capita) | IDH            |
| ----------- | ---------------------- | ----------- | ---------------- | ---------------------------- | --------------- | ---------- | ---------------- | -------------- |
|             | Arábia Saudita         |             | Riade            | Monarquia absoluta           | 33 500 000 hab. | 2 149 690  | US$23 140        | 0.875 (+ alto) |
|             | Barém                  |             | Manama           | Monarquia semiconstitucional | 1 485 510 hab.  | 786        | US$28 385        | 0,875 (+ alto) |
|             | Catar                  |             | Doha             | Monarquia semiconstitucional | 2 716 391 hab.  | 11 581     | US$83 891        | 0,855 (+ alto) |
|             | Cuaite                 |             | Cidade do Kuwait | Monarquia semiconstitucional | 4 310 108 hab.  | 17 818     | US$33 646        | 0,831 (+ alto) |
|             | Emirados Árabes Unidos |             | Abu Dhabi        | Monarquia semiconstitucional | 9 516 871 hab.  | 83 600     | US$49 451        | 0,911 (+ alto) |
|             | Omã                    |             | Mascate          | Monarquia absoluta           | 4 644 384 hab.  | 309 500    | US$21 960        | 0,816 (+ alto) |